# Стукіт у ворота
«Стукіт у ворота» (нім. «Der Schlag ans Hoftor», 1917) — новела-притча Франца Кафки. Написана в квітні 1917 року, вперше опублікована в 1931 році.

## Проблематика
Новела співзвучна з романом «Замок» дослідженням феномену влади, який у новелі втілено в образі садиби, у ворота якої постукала (або навіть НЕ постукала) сестра головного героя. Тут влада жорстока, закони її суворі, а будь-яке порушення миттєво несе за собою суворе покарання. Будь-яка дрібниця (як стукіт у ворота) може стати порушенням закону. У творі яскраво виражений страх народу перед неписаними законами влади. Суворість цієї системи душить людину. Навіть повітря стає схожим на тюремне. Ще однією з проблем твору можна вважати нерозважливість у здійсненні дрібних вчинків.

## Сюжет
Одного спекотного дня брат та сестра поверталися додому. Але раптово дівчина ні з того ні з сього постукала у ворота, але, як здалося головному герою, можливо, вона навіть і не робила цього. Поряд знаходилося село, і коли вони тільки підійшли до першого будинку, то звідусіль з'явилися люди, які почали їм кивати. Цей жест був незрозумілим. Вони наче й вітались, але й застерігали від чогось. Чомусь всі люди були налякані і говорили про те, що його та сестру покарають, що зараз же почнеться слідство. Як головний герой не намагався пояснити те, що його сестра зробила, або і не зробила зовсім — нічого не зміг довести, люди дотримувались своєї думки.
Незабаром до воріт під'їхали заїхали вершники, але, не встигнувши навіть заїхати на подвір'я садиби, вони відразу з повернули до сестри та брата. Головний герой вмовив свою сестру піти, щоб самому розібратися в ситуації. До відсутності сестри вершники поставилися байдуже, бо, скоріше за все, їм потрібен був саме він. Йому запропонували ввійти в селянську світлицю. Вагаючись, він все-таки погодився. Чоловік вважав, що його, як міщанина, відразу виділять серед натовпу і відпустять. Але суддя зустрів його зі словами: «Ось кого мені по-справжньому шкода». При цьому він скоріше мав на увазі не нинішнє його положення, а те, що чекає на нього в майбутньому. Він зайшов у кімнату, яка була більше схожа не на селянську світлицю, а на тюремну камеру.
Єдиним питанням, яке крутилося в його голові, було: «Вдихну я коли-небудь інше повітря, крім тюремного?»

## Персонажі
- Чоловік, брат — головний герой
- Його сестра
- Суддя — молодий пан
- Асман — помічник судді
- Вершники